# Šikina-en
Šikina-en (japonsky: 識名園) je zahrada s rezidencí na japonském ostrově Okinawa, která vznikla během existence království Rjúkjú.
Rezidence byla postavena v roce 1799 a sloužila nejen pro odpočinek králů a jejich blízkých, ale i k přijímání vyslanců z Čínské říše. Rozvržení zahrady připomíná to, které používají moderní japonské zahrady, ale rezidence se svými červenými taškami je typicky okinawská a jezírko s dvěma mosty na miniaturní ostrůvek je vybudováno v čínském stylu. Zahrada je vzácným, historicky cenným příkladem rjúkjúské zahradní architektury.
Celková rozloha zahrady je 41 997 m².
Šikina-en byla v roce 2000, společně s dalšími památkami v prefektuře Okinawa, zapsána na Seznam světového dědictví UNESCO pod názvem Gusuku a související památky na Království Rjúkjú.